# Joe Carioca
Joe Carioca, eigenlijke naam José Carioca, is een personage uit de strips en tekenfilms van The Walt Disney Company. Deze antropomorfe papegaai maakte in 1942 zijn debuut in Saludos Amigos, de zesde lange animatiefilm van Disney. In datzelfde jaar verscheen hij ook voor het eerst in de Amerikaanse kranten.
In Noord-Amerika en Europa is hij wat minder bekend geworden dan in veel landen in Latijns-Amerika. In Brazilië heeft hij lange tijd een eigen weekblad gehad en hier is het personage verder in detail ontwikkeld. In dit land heeft hij ook een tijdlang zijn eigen tv-programma gehad.

## Achtergrond
Joe Carioca is ontstaan vanuit de Good Neighbor policy die de Amerikaanse overheid tijden de Tweede Wereldoorlog destijds voerde om betere banden op te bouwen met de landen in Latijns-Amerika. De Amerikanen vreesden dat de Latijns-Amerikaanse landen toenadering zouden zoeken tot nazi-Duitsland. Daarom ontwikkelden ze verschillende initiatieven om de banden met Latijns-Amerika te verbeteren en te versterken, zowel cultureel als economisch. Walt Disney werd benaderd om een gesubsidieerde film te maken waarin een saamhorigheidsgevoel moest worden getoond tussen alle bewoners van het Amerikaanse continent en met name een gezamenlijke toekomst. Deze film werd Saludos Amigos, en kwam uit in 1942. Het was een documentaire geworden over de rondreis die Disney met een groep tekenaars maakte om de cultuur van Peru, Chili, Argentinië en Brazilië te tonen, aangevuld met tekenfilms. In de film werd onder andere het nieuwe personage Joe Carioca geïntroduceerd, die hier overigens slechts vijf minuten te zien is.
Walt Disney hoopte hiermee het Latijns-Amerikaanse publiek beter aan te spreken en zo een grotere markt te creëren. De Disneyfilms konden in het door oorlog geteisterde Europa namelijk niet meer verkocht worden.
Tijdens de reis door Brazilië maakte Walt Disney kennis met de groene amazonepapegaaien die een rol spelen in de cultuur en onderwerp waren van vele moppen. Een ander belangrijk thema uit de Braziliaanse cultuur was de malandro. Dit waren mannen die een bepaalde leefstijl erop nahielden zoals, niet werken, korte romances, profiteren en oplichterijen. Deze mannen waren ondanks hun armoede toch vaak goed gekleed. Ze droegen meestal een typische strohoed, de chapéu-palheta, beter bekend als boater of schipper. Op dit type mannen werd het nieuwe personage Joe Carioca gebaseerd.

## Kenmerken
Joe draagt een strikje, een jasje en de typerende strohoed. Ook heeft hij meestal een paraplu bij zich, waar hij ook op kan fluiten en omheen kan dansen. In eerste instantie rookte hij ook sigaren.
Carioca is doorgaans opgewekt. Verder is hij een grote charmeur die er hoofdzakelijk op uit is om jonge vrouwen te versieren. Daarnaast is hij meestal straatarm, werkschuw en een profiteur.
Joe Carioca is enigszins muzikaal; hij kan goed samba en salsa dansen. In sommige verhalen speelt hij gitaar.

### Taalgebruik
In zijn Nederlandstalige versie heeft Joe lange tijd met een licht Spaans of Portugees accent gedacht en gesproken; de woorden is en ik werden bij hem steevast ies en iek. Voor de rest is zijn Nederlands vrijwel perfect. Sinds 2022 zijn in Joe Carioca's tekstballonnen ies en iek in de Donald Duck vervangen door de normale Nederlandse woorden. 
Ook spreekt hij soms even helemaal Spaans (bijvoorbeeld 'Si' of 'Señorita'), hoewel in Brazilië Portugees de voertaal is. Als verklaring hiervoor is aangevoerd dat Joe ooit heeft geprobeerd een Spaanse dame te versieren en zichzelf daarom een paar woorden Spaans heeft aangeleerd. Ook in de Engelstalige strips heeft hij een soortgelijk accent.
Joe slaakt geregeld de kreet caramba, een bekende uitroep die in het Spaans en Portugees iets als "verdorie" of "nee maar" betekent.

## Stripverhalen
De eerste stripverhalen met Joe in de hoofdrol verschenen vanaf 1942 in de Amerikaanse kranten, direct na het uitkomen van de zesde lange Disney-tekenfilm Saludos Amigos. Deze stripverhalen werden hoofdzakelijk geschreven door Hubie Karp en getekend door Robert Grant en Paul Murry. In een van de eerste verhalen, De carnavalskoning, wordt hij omringd door bevriende kraaien. Deze zouden later veranderen in zijn twee vaste vrienden Juan en Manuel (die oorspronkelijk Nestor werd genoemd).
Twee jaar lang werd het Disney-weekblad Silly Symphony speciaal aan hem gewijd, in een serie die liep van 11 oktober 1942 tot 1 oktober 1944. Deze werd vervangen door een Panchito-strip, die nog een jaar liep.
Vanaf 1950 was Joe Carioca regelmatig te zien in het Braziliaanse weekblad Pato Donald. Hij werd in zijn thuisland zo populair dat het weekblad vanaf 1961 op de oneven weken zelfs helemaal aan hem gewijd werd en de titel Zé Carioca draagt. Hij beleefde avonturen vergelijkbaar met die van Donald Duck. Na verloop van tijd liepen de uitgaven die speciaal over hem gingen terug en stopten uiteindelijk in 2018. Na twee jaar niet gepubliceerd te zijn geweest, keerde hij in september 2020 terug op het stripblad Aventuras Disney.
Vanaf 1981 verscheen Joe Carioca ook in het Nederlandse weekblad Donald Duck, met herdrukken van een aantal vervolgverhalen die eerder vanaf 1942 in de Amerikaanse kranten waren verschenen. De eerste drie van deze verhalen werden gepubliceerd onder de gezamenlijke titel Een vagebond op vrijersvoeten. In 1983 kwamen er nieuwe verhalen. In 1984 kwam er in Nederland een album van Joe Carioca uit met daarin het allereerste verhaal.
In de Verenigde Staten verschenen later nog twee stripverhalen met "de drie amigos" in de hoofdrol. Keno Don Rosa tekende twee nieuwe verhalen met Joe Carioca in een van de hoofdrollen: The Three Caballeros Ride gain (2000) en The Magnificent Seven (Minus 4) Caballeros (2005).
In 2023 creëerden Nederlandse auteurs Parquita, Joe's nieuwe vriendin.

### Verhaallijnen
Joe woont op een vuilnisbelt ergens in Rio de Janeiro, in een geïmproviseerde houten woning gemaakt van afvalresten. Joe's vaste vrienden op de vuilnisbelt, die net als hijzelf straatarm zijn, zijn Juan en Manuel. 
Hoewel Joe vrijwel nooit een cent te makken heeft, weet hij soms met een handige list tijdelijk toch aan veel geld te komen, dat hij echter meestal ook snel weer helemaal kwijt is. Wanneer hij dineert in een luxerestaurant, weet hij steeds nieuwe trucs te bedenken om onder de rekening uit te komen. 
Joe is verder vooral een vrouwenversierder. Zijn verhalen gaan merendeels over de korte relaties die hij heeft met veelal welgestelde jonge vrouwen, tegenover wie hij zich juist heel rijk en succesvol weet voor te doen. Een terugkerende liefde in zijn leven is het rijkeluismeisje Rosinha. Haar vader, Rocha, ziet de relatie die zijn dochter met Joe heeft niet zitten. Ook heeft Joe Carioca een vaste rivaal genaamd Zé Galo, en een oma die hem op het rechte pad probeert te krijgen. In enkele stripverhalen komt ook Panchito voor, dan voornamelijk als een andere rivaal van Joe, die achter dezelfde vrouwen aan zit.

### Stripverhalen in het Nederlands
- Een vagebond op vrijersvoeten (eerste gedeelte) (DD 4-1981 - DD 27-1981)
- Een vagebond op vrijersvoeten (tweede gedeelte) (DD 4-1982 - DD 17-1982)
- Een vagebond op vrijersvoeten (derde gedeelte) (DD 45-1982 - DD 3-1983)
- Een vagebond op het slechte pad (DD 10-1984 - DD 20 - 1984)
- Een vagebond als president (DD 32 - 1984 - DD 40 - 1984)
- Een vagebond als topvoetballer (als miniboekje) (DD 51 - 1984 DD 52 - 1984 DD 1 - 1985)
- Een vagebond als lotgenoot (DD 15 - 1985 - DD 23 - 1985)
- Een vagebond zet de bloemetjes buiten (DD 1 - 1986 - DD 8 - 1986)[12]:

## In tekenfilms
In zijn tekenfilmdebuut Saludos Amigos (1942) was Joe te zien als een van de hoofdrolspelers, samen met Donald Duck. Twee jaar later verscheen hij opnieuw in de film The Three Caballeros, weer met Donald Duck en nu ook met de haan Panchito Pistoles. In deze film dragen de drie hoofdpersonages elk een sombrero. In Melody Time (1948) verscheen hij wederom. Hierna werd het, althans voor de bioscoopfilms, enige tijd stil rondom hem.
In 1960 verscheen Joe Carioca in de korte tekenfilm Two Happy Amigos, waarin hij deze keer te gast is bij Donald Duck en ze samen langs Amerikaanse bezienswaardigheden reizen. In 1962 had hij een rol in de tekenfilm Carnival Time. In 1988 had hij een bijna niet zichtbare cameo in Who Framed Roger Rabbit. Vanaf 1999 had Carioca opnieuw een paar gastoptredens in de series Mickey Mouse Works, Mickey's Club en Mickey Mouse Shorts. Tekenfilms waarin hij te zien is zijn o.a. in Mickey Tries To Cook (waarin hij een romantisch diner voor Mickey en Minnie organiseert, O Futebol Classico (als voetbalcommentator), ¡Feliz Cumpleaños!, Carnaval en een aflevering van Mickey and the Roadster Racers. In 2017 verscheen hij weer samen met Panchito en Donald Duck in een Ducktales-aflevering, The Town Where Everyone Was Nice!.
Vanaf 2018 speelde Joe opnieuw samen met Panchito en Donald Duck een hoofdrol in De legende van de drie caballeros, een serie uitgebracht op de DisneyLife-app. De stem van Joe Carioca wordt hier ingesproken door Eric Bauza.

### Ingesproken stemmen
De Braziliaanse muzikant en componist José Oliveira sprak de originele stem van Joe Carioca in. Mogelijk was Oliveira's voornaam ook de inspiratie voor de voornaam van het personage. Stan Freberg nam dit over in 1954 en vanaf 1999 wordt de stem van Joe Carioca gedaan door Rob Paulsen. In de televisiespecials van 2013 doet Mark La Roya de stem van Joe Carioca, maar ook Sérgio Stern heeft voor de meeste games alles ingesproken. 
In de Nederlandse versie van De Drie Caballeros werd de stem van Joe Carioca ingesproken door Alfonso de Montealegre. In andere Nederlandse producties werd Joe Carioca onder andere ingesproken door Erik van der Horst en Thijs van Aken.

## Karakterontwikkeling en uiterlijk
In de Braziliaanse strips is het karakter van Joe Carioca verder uitgewerkt. In de loop van de jaren is hij min of meer een gewone huisvader geworden, met twee neefjes Zico en Zeca. Hij ging normale kleren dragen. Daarnaast kreeg hij een geheim alter ego als superheld: Morcego Verde, oftewel de groene vleermuis. In de jaren negentig kreeg hij een make-over en begon hij hippe T-shirts, sportschoenen, spijkerbroeken en een baseballcap (achterstevoren) te dragen. 
In 2020 is zijn look opnieuw veranderd. Hij ging nu een panamahoed, T-shirts en broek dragen.

## In andere talen
In het Engels heet hij José Carioca, in het Portugees Zé Carioca.

## Varia
- Het woord Carioca is een echt bestaande bijnaam voor de inwoners van Rio de Janeiro.
- Joe Carioca is te zien als animatronic in de Gran Fiesta Tour Starring The Three Caballeros, een dark boat ride in het Mexicaanse paviljoen van het Epcot Center van het Walt Disney World Resort in Florida.